# برتریکس
شهر برتریکس (به فرانسوی: Bertrix) در شهرستان نوفشتو (بلژیک) در استان لوکزامبورگ در منطقه فدرال والوون در کشور بلژیک واقع شده‌است.

## نگارخانه

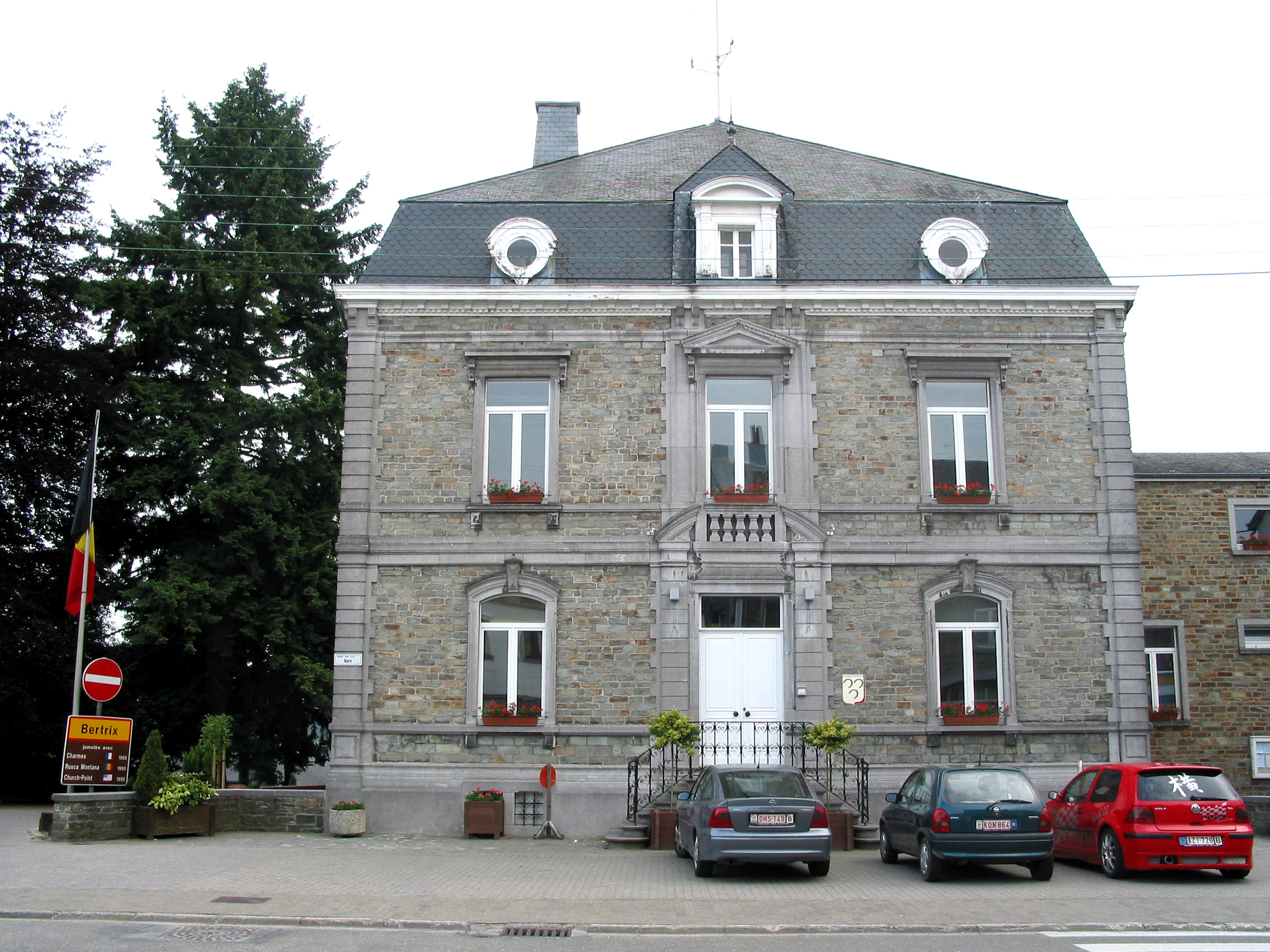
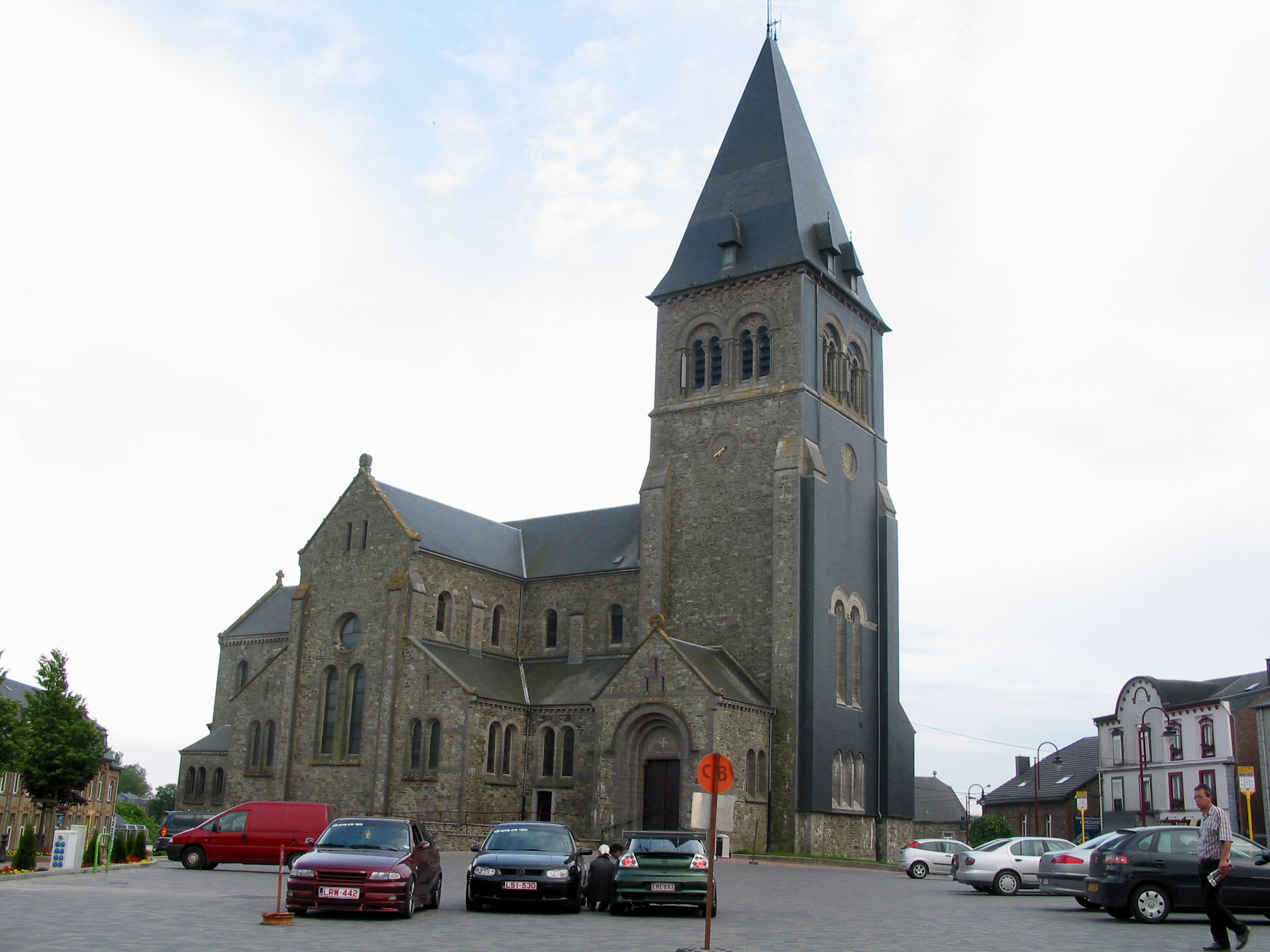